# Montaukett

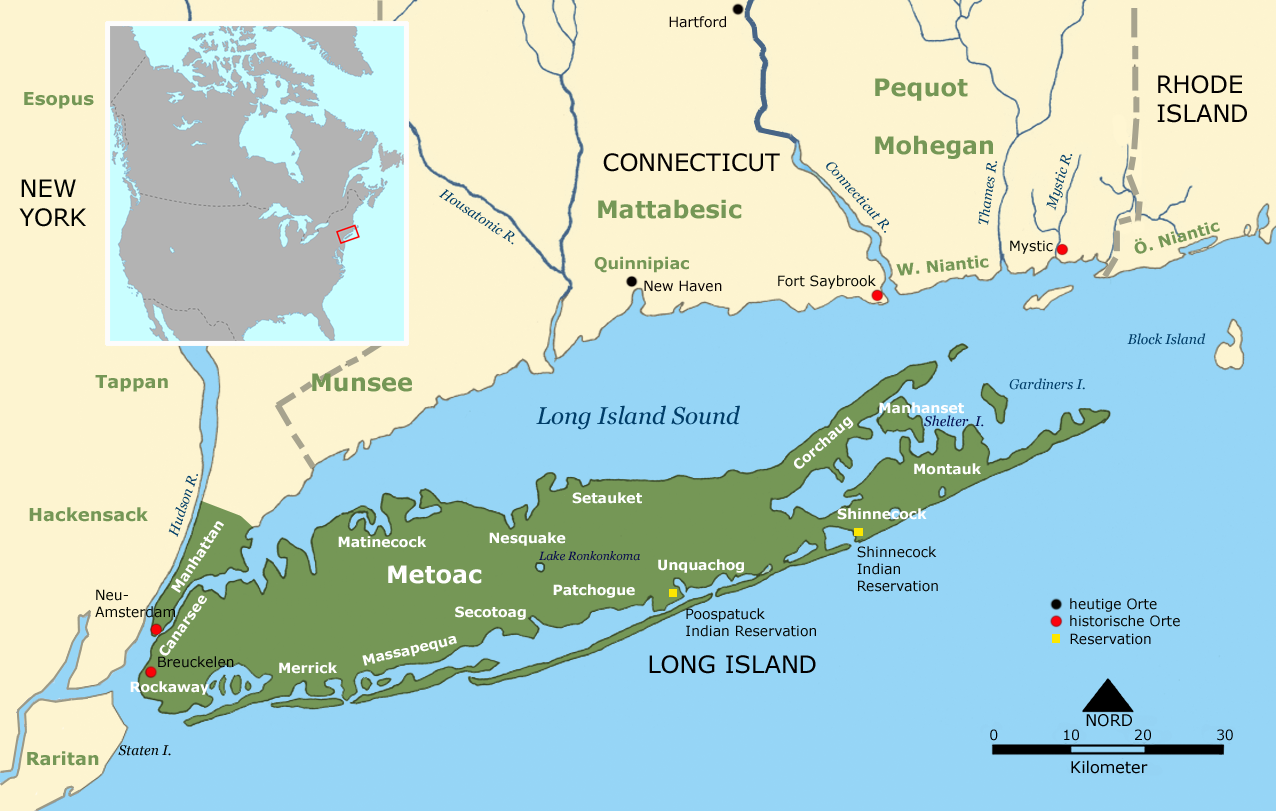
Wohngebiet der Montaukett und benachbarter Stämme um 1600

Die Montaukett oder Montauk waren als Teilstamm der Metoac einer der 14 Algonkin sprechenden Indianerstämme auf Long Island im US-Bundesstaat New York und lebten zu Beginn des 17. Jahrhunderts am Ostende der Insel. Heute gibt es nur noch einige mischblütige Nachfahren auf Long Island, die offiziell als Angehörige der Shinnecock Indian Nation angesehen werden. Der Name Montaukett bedeutet in der Algonkinsprache „hügeliges Land“.

## Kultur und Lebensweise
Den Winter verbrachten die Montaukett im Schutz der Eichenwälder im Inneren der Insel, in den wärmeren Monaten zogen sie an die Küste. Die Nähe des Golfstroms sorgt für ein mildes Klima an der Ostspitze Long Islands. Das ganze Jahr hindurch lag das Hauptaugenmerk auf der Beschaffung von Nahrung, Kleidung und der Herstellung von Wampum. Sie waren vorzügliche Ackerbauern und bauten Mais, Bohnen und Squash an, wobei die Frauen die Felder bestellten und sich um die Ernte kümmerten. Die Vorräte für den Winter wurden in tiefen Gruben aufbewahrt, die mit Matten abgedeckt wurden. Die vegetarische Nahrung wurde durch Fisch, Muscheln und Wild ergänzt, wobei die Jagd und der Fischfang zu den Aufgaben der Männer gehörten.
Eine wichtige Rolle im Leben der Montaukett spielte der Wampum. An den Küsten Long Islands fand man hervorragenden Wampum-Rohstoff, der von den Montaukett sorgfältig zu kleinen Perlen verarbeitet und zu Ketten aufgereiht wurde. Die Stränge aus Muschelperlen entwickelten sich schließlich zu einem wichtigen Zahlungsmittel beim Handel der Ureinwohner Nordamerikas, wurden jedoch auch als persönlicher Schmuck geschätzt. Mit Mustern aus den verschiedenfarbigen Perlen wurden Informationen dargestellt, so dass Wampum in der Diplomatie an wichtige Ereignisse erinnerte und Abkommen oder Verträge gewissermaßen besiegelte.

## Geschichte
Aus archäologischen Funden ist bekannt, dass Long Island schon vor 10.000 Jahren von Paläoindianern bewohnt wurde. Die Montaukett lebten zunächst relativ isoliert am östlichen Ende der Insel, bis sie sich durch die Qualität ihres Wampums im intertribalen Tauschhandel zu einem der einflussreichsten Stämme im südlichen Neuengland entwickelten.
Die Long-Island-Stämme pflegten friedliche Beziehungen untereinander, während das Verhältnis zu den mächtigen Stämmen auf dem nahen Festland, den Pequot, Mahican, Narraganset und Wampanoag, alles andere als freundschaftlich war. Diese kamen mit Kanus über den Long-Island-Sund, unterwarfen die Inselbewohner und verpflichteten sie zu Tributzahlungen in Form von Wampum. So überquerten jährlich ganze Bootsladungen mit dieser wertvollen Fracht den Sund in nördlicher Richtung. Wampum war zeitweilig offizielles Zahlungsmittel in den Kolonien und besonders der auf der Insel hergestellte Wampum erfreute sich hoher Wertschätzung bei den Festlandbewohnern, weckte jedoch ebenfalls deren Begehrlichkeit.

### Wyandanch und Gardiner
Der bekannteste Sachem der Montaukett war Wyandanch, der um 1620 zur Zeit der Ankunft der Mayflower lebte. Zu Beginn des 17. Jahrhunderts lebten die Montaukett in ständiger Furcht vor Überfällen feindlicher Stämme vom Festland. Sie waren zwar der volkreichste aller 14 Long-Island-Stämme der Metoac, hatten jedoch keine Chance gegen die viel mächtigeren Stämme aus dem Norden. Besonders die Pequot aus dem heutigen Rhode Island, die mit ihren Kanus den Sund überquerten, waren an den Überfällen beteiligt. Die geografische Isolation der Montauk hatte bisher ein Schutzbündnis mit ihren Nachbarn verhindert. Als die Forderungen der Pequot immer maßloser wurden, bildete Sachem Wyandanch eine Allianz mit den weißen Siedlern der Connecticut Kolonie, die in Fort Saybrook an der Mündung des Connecticut Rivers vereinbart wurde. Die Truppen der Kolonie standen unter dem Befehl von Leutnant Lion Gardiner, einem 38 Jahre alten Offizier, Ingenieur und Abenteurer, der von der britischen Krone nach Fort Saybrook versetzt worden war.
Im Sommer 1637 kam es zum Pequot-Krieg und im Battle of the Great Swamp (Schlacht des Großen Sumpfes) waren die Montaukett an der vernichtenden Niederlage der Pequot beteiligt. Damit endeten die Tributzahlungen an die Pequot und aus Dankbarkeit lieferte Wyandanch einen Teil des Wampums an Captain Gardiner, der mit dem Sachem der Montaukett freundschaftlich verbunden war und deren Sprache erlernte.
Im Jahr 1642 organisierten die Narraganset unter Sachem Miontonimo einen Aufstand gegen die weißen Siedler im südlichen Neuengland, doch Wyandanch lehnte seine Teilnahme ab und warnte seinen Freund Gardiner, der den Magistrat von Connecticut alarmierte. Der Aufstand wurde von den weißen Kolonisten im Keim unterdrückt, bevor er begonnen hatte. Die Nachricht vom Verrat der Montaukett verbreitete sich in Windeseile und hatte eine vollständige Isolation des Stammes unter der indianischen Bevölkerung zur Folge.

### Verlust des Stammeslandes
Wyandanch und Gardiner vereinbarten den Verkauf von rund 125 km² Stammesland an die weißen Kolonisten, auf dem die Stadt East Hampton gegründet wurde. Als Kaufpreis erhielten die Montaukett 20 Mäntel, 24 Beile, Hacken, Messer, Spiegel und 100 Bohrer, um Wampumperlen zu durchbohren. Das Verhältnis zwischen weißen Siedlern und Montaukett war niemals so gut, wie es Gardiner und Wyandanch erhofften. Im Jahr 1649 wurde ein indianischer Krieger des Mordes an einem Siedler verdächtigt. Obwohl sich herausstellte, dass es die Tat eines Pequot war, verbesserte sich die Lage nicht. Um die Mitte des 17. Jahrhunderts gab es Gerüchte, dass die Niederländer heimlich die Indianer Long Islands mit Waffen versorgten, um einen Aufstand gegen die Engländer vorzubereiten. In Wirklichkeit waren die Montaukett niemals eine Gefahr für die frühen Siedler, denn ihre Zahl an Kriegern war in den ständigen Kämpfen mit den Narraganset und besonders durch die von Europäern eingeschleppten Krankheiten stark geschrumpft. 1653 gab es einen erneuten Überfall der Narraganset, bei dem Wyandanchs Tochter geraubt wurde und mit Hilfe Gardiners wieder befreit werden konnte. Aus Dankbarkeit übergab der Sachem ein großes Stück Land an Gardiner, auf dem heute die Stadt Smithtown steht. Eine Serie von Pockenepidemien in den späten 1650er Jahren suchte die Montaukett derart heim, dass schließlich nur ein Drittel des Stammes überlebte.
Nach dem Tod Wyandanchs im Jahr 1659 zogen die wenigen Montaukett in die Nähe von East Hampton und standen dort unter dem Schutz von Leutnant Gardiner und Reverend Thomas James, der nicht nur ihre Sprache beherrschte, sondern auch schriftliche Aufzeichnungen davon machte. Im nächsten Jahr verkauften die Montaukett den Rest ihres Landes von rund 36,5 km² an eine Gruppe von Siedlern für 100 Pfund. Damit hatten die Montaukett ihr gesamtes traditionelles Stammesland von rund 240 km² an die englischen Siedler abgetreten. Anders als die Shinnecock, die etwa 1,2 km² (300 Acres) für ein Reservat behalten hatten, blieb den Montaukett nicht ein Acre von ihrem Stammesland übrig. In Zukunft wurden sie als Gäste auf ihrem eigenen Land angesehen.

### Heutige Situation
Einige überlebende Montaukett siedelten bis 1879 in einem Gebiet, das Indian Fields genannt wurde. Arthur W. Benson gelang es durch einen Trick, die Montaukett ausweisen zu lassen und nach Freetown am Nordende von East Hampton Village umzusiedeln. Als Richter Abel Blackmar vom Bundesstaat New York im Jahr 1909 von den Nachkommen der Montaukett gebeten wurde, ihre Rechte auf eigenes Land wieder geltend zu machen, erklärte er, dass die Montaukett nicht mehr als Stamm existierten. Mit dieser Entscheidung verloren die Montaukett ihren Stammesstatus und alle Rechte auf ihr traditionelles Stammesland.
Artefakte und Schwitzhütten der Montaukett können im Theodor Roosevelt County Park in Montauk besichtigt werden. 2004 versammelten sich die letzten rund 500 Angehörigen des Stammes, um eine Petition an die US-Regierung zu richten, die Montaukett als Stamm wieder anzuerkennen. Die Entscheidung ist zurzeit noch anhängig.